# Gerard Houckgeest

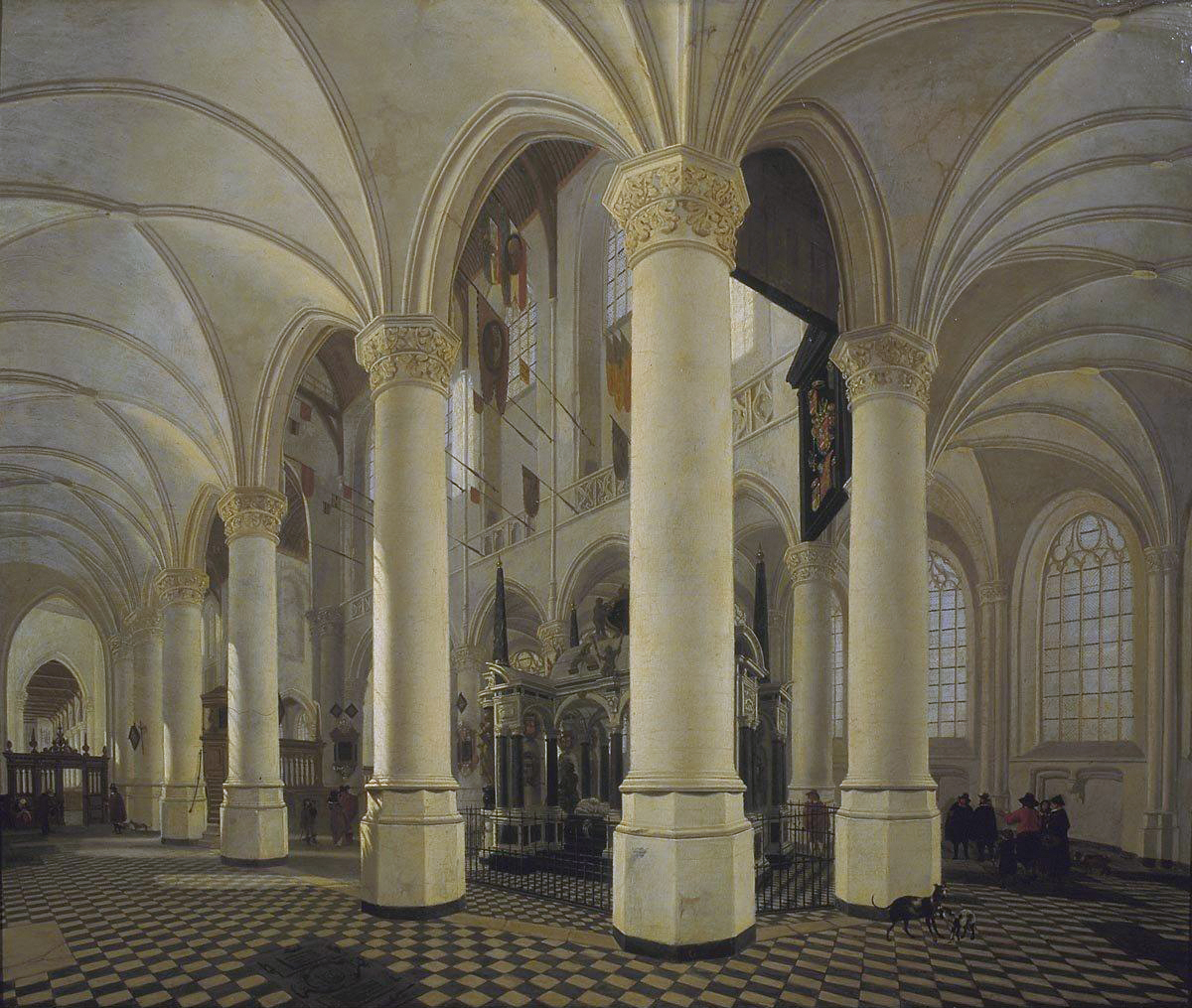
L'ambulatoire de la Nouvelle Église de Delft, avec la tombe de Guillaume le Taciturne, Gerard Houckgeest, vers 1651

Gerard Houckgeest (vers 1600, La Haye - août 1661, Bergen op Zoom) est un peintre néerlandais du siècle d'or. Il est connu pour ses peintures d'intérieur d'églises et d'ensembles architecturaux.

## Biographie
Gerard Houckgeest est né vers 1600 à La Haye aux Pays-Bas. 
Il apprend la peinture auprès du peintre Bartholomeus van Bassen. Il travaille successivement à La Haye (1625-1635), Delft (1635-1649), Steenbergen (1651-52) et Bergen op Zoom (1652-1661). Très probablement, il séjourne en Angleterre durant une courte période. Il fait fortune à Delft grâce à ses affaires dans la brasserie de bière et à de nombreux héritages qui lui permettent d'acheter une grande propriété à Bergen op Zoom. Sa peinture d'ensembles architecturaux imaginaires à ses débuts évolue vers un réalisme pictural. Il peint par exemple les églises de Delft et celles de la région de Bergen op Zoom où il réside à la fin de sa vie. Les peintres Hendrick van Vliet, Emanuel de Witte et Carel Fabritius ont été influencés par sa peinture. Il respecte dans ses premières œuvres les règles de l'École d'Anvers d'où est originaire son maître. Jusqu'en 1650, il reste très inféodé à Bartholomeus van Bassen. Cependant, dans les années 1640 on sent une évolution, pour éviter les effets tunnel dans la perspective comme ses prédécesseurs. C'est en 1650 qu'il modifie complètement la représentation des intérieurs d'églises en ouvrant un nouveau chapitre de l'histoire d l'art. Il fut très rapidement copié par les autres jeunes artistes de l'école de Delft. Emanuel de Witte, Hendrick Cornelisz. van Vliet, Cornelisz de Man et d'autres de l'école de Rotterdam, d'Amsterdam, Middelbourg... La preuve de ses tableaux novateurs date donc de 1650 avec Vue intérieure de la nouvelle église de Delft avec le tombeau de Guillaume le Taciturne (125,7 x 98cm, Kunsthalle de Hambourg).
Il meurt en août 1661 à Bergen op Zoom.

## Œuvres
- Intérieur de la Vieille Église de Delft, 1654, huile sur panneau, 49 × 41 cm, Rijksmuseum, Amsterdam[4]
- L'ambulatoire de la Nouvelle Église de Delft, avec la tombe de Guillaume le Taciturne[5], Mauritshuis, La Haye
- La tombe de Guillaume le Taciturne dans la Nouvelle Église de Delft, [6], Mauritshuis,  La Haye